# Colombe Pringle
 (juin 2014).
Si vous disposez d'ouvrages ou d'articles de référence ou si vous connaissez des sites web de qualité traitant du thème abordé ici, merci de compléter l'article en donnant les références utiles à sa vérifiabilité et en les liant à la section « Notes et références ».
Pour les articles homonymes, voir Pringle et Colombe (homonymie).
Colombe Marjolaine Annabelle Pringle, née le 19 avril 1948 à Boulogne-Billancourt (France), est une journaliste française d'origine franco-anglaise.

## Biographie

### Famille et vie privée
Elle est la fille de la romancière Flora Groult et de Michael Pringle, un banquier britannique. Elle est en outre la petite-fille du dessinateur André Groult et la petite-nièce du couturier Paul Poiret. 
En plus d'Éloi, Adrien et Merry Royer, issus d'un premier mariage, elle a également eu un fils, Melchior Mahot de la Quérantonnais, de son défunt mari Jean-Pierre Mahot de la Quérantonnais. 
Aimant le contact de la nature, notamment par les jardins, elle est aussi adepte de la pêche au filet.

### Formation et carrière
Ancienne élève de la Marymount International School à Neuilly-sur-Seine, elle fait ensuite sa scolarité secondaire à Paris aux collèges Sainte-Marie des Invalides (aujourd'hui Paul Claudel-d'Hulst), Notre-Dame de Sion et Sévigné.
Elle fait ses premières armes comme stagiaire et coursière de l'émission Dim, Dam, Dom (magazine féminin de la 2e chaine de l'ORTF) puis travaille au bureau de style  de l'agence Mafia (publicité et communication) de 1968 à 1971. En 1971 elle entre au magazine Elle comme stagiaire au service mode avant de devenir grand reporter. Elle devient ensuite rédactrice en chef adjointe de Elle de 1982 à 1986. Elle couvre aussi pendant trois ans le Festival de Cannes pour Le Film français.
Elle est ensuite rédactrice en chef de Vogue Paris de 1987 à 1996. Ensuite, elle est rédactrice en chef du service société puis grand reporter à L'Express avant d'être la directrice de la rédaction du magazine de décoration Maison française de 1996 à 2003, où elle succède à Claude Berthod. En janvier 2004, elle prend la direction de la rédaction de l'hebdomadaire Point de vue, qu'elle quitte en décembre 2013.
De septembre 2013 jusqu'à juin 2014, elle est chroniqueuse à l'émission La Nouvelle Édition sur Canal+.

## Publications
- Telles qu'Elle, cinquante ans d'histoire des femmes à travers le journal Elle, éd. Grasset (1995)  (ISBN 978-2246363118)
- Roger Vivier, coécrit avec Virginie Mouzat, éd. Rizzoli (1998)  (ISBN 978-084783974-2)
- La Vie devant moi, Paris, éditions JC Lattès, 2016, 200 p.  (ISBN 978-2-7096-4921-6)

### Sources et bibliographie
- Who's who in France : Colombe Pringle (notice en ligne sur guichetdusavoir.org – consulté le 23 août 2020)